# Руф Солунски
Руф (на средногръцки: Ῥοῦφος, Руфос) е източноримски духовник, солунски архиепископ от 407 до 434 година, поддръжник на православието срещу несторианството в църковните борби от първата половина на V век. Обявен е за светец.

## Биография
Руф наследява архиепископския трон в Солун от Анисий. Кореспонденцията му с римския престол е важен източник за историята на Солун в началото на V век. В писмо на папа Инокентий I от 17 юни 412 година дава типикон на солунския си викарий, т.е. солунския архиепископ, и определя задачите му. До Руф са адресирани и две писма от наследника на Инокентий, папа Бонифаций I. Едното е датирано в 419 година и е по повод избирането на коринтския епископ Периген. Второто писмо е от 422 година и информира за предстоящо свикване на синод за преразглеждане на избора на Периген Коринтски.
Наследникът на Бонифаций Целестин I изпраща в 424 година писма на илирикските епископи, с които ги поставя в подчинение на папския викарий, солунския епископ Руф, което показва наличието на криза между солунския архиепископ и епископите в Илирик. Руф получава и второ писмо от папа Целестин от 11 август 430 година, с което го уведомява за Събора на западните епископи, осъдил несторианството. Руф Солунски е приятел и близък сътрудник на Кирил Александрийски в борбата му срещу несторианството. До него са адресирани две писма на Кирил, в които се разглеждат доктриналните проблеми и църковните събития на епохата. Както е видно от въведението на първото писмо, те са с информативна цел. И в двете за Руф се говори топло и с похвала. Участието на Руф в църковните дела е отбелязано и в писмо на Кирил Александрийски до Йоан I Антиохийски. По неизвестна причина обаче Руф не участва в Третия вселенски събор в Ефес в 431 година, осъдил несторианството и пелагианството. Негов представител на събора е епископ Флавиан Филипийски.
Руф Солунски умира вероятно в 434 година, тъй като в 435 година архиепископ на Солун вече е Анастасий I.
Църквата чества светеца на 9 септември.